# 験を担ぐ
験を担ぐ（げんをかつぐ）は、ある物事に対して、以前に良い結果が出た行為を繰り返し行うことで吉兆を推し量ること。また、良い前兆であるとか悪い前兆であるとかを気にする、すなわち、縁起を気にすることや、縁起を気にして物事の成功を願った行動を行うこと。験担ぎ（げんかつぎ）、ゲン担ぎとも言う。これが過度になり、生活に支障が出るほどになると強迫性障害となる場合もある。。

## 語源・由来
本来は「縁起を担ぐ」であったが、江戸時代に流行った逆さ言葉で縁起を「ぎえん」と言うようになり、それが徐々に「げん」に変化したとする説が一般的である。
「験」には「仏教の修行を積んだ効果」や「効き目」などの意味がある。

## 験担ぎの内容
験担ぎに何をするかは人それぞれであるから、実に多種多様である。他人から見れば何の効果もなさそうに思える行為でも、当人が「これは験担ぎだ」と思って行っている行為ならば、それは験担ぎであると言える。

### 言霊との関連
日本では「言霊」といって、声に出した言葉には霊的な力が宿ると信じられ、良い言葉を口にすれば良い事が、悪い言葉を口にすれば悪い事が起こるとされた。験担ぎが多く行われるのは大学や高校などの入学試験受験である。受験生に「すべる」や「落ちる」などの、受験に失敗することを連想させる言葉を言う、もしくは受験生の周辺で口にすることは「縁起が悪い」とされる。さらには受験生の不安を煽ったり、気力を削いだりしてしまう恐れもあるので注意が必要である。
受験合格など成功・勝利を祈る験担ぎでよくあるのは、食材などとの語呂合わせである。ステーキとカツ丼（テキ＋カツ＝敵に勝つ）や鯛（めで「たい」）、昆布（よろ「こぶ」。結納の品の一つ。全部の品が語呂合わせ）、タコ（オクト「パス」）形に切ったウィンナー（ウィナー＝勝利者）を食べる、五角形（五角≒合格）の鉛筆を使うなどである。語呂合わせ以外でも「なんでも右足から」（靴を履く時や建物に入る時など）で験を担ぐ人もおり、昔から様々ある。
語呂合わせで験担ぎ商品を売り出す企業もある。キットカット伊予柑風味（「きっと勝つ」「いい予感」）、ばかうけ（受かる）、青森県五所川原市にある立佞武多の館内展望ラウンジの揚げた鯛焼き入り蕎麦（合格させて「あげたい」）などである。
縁起が良さそうな地名や鉄道駅名が験担ぎの対象になることもある。北海道の愛国駅と幸福駅は廃駅であるが、記念品や土産物として人気があった愛国駅→幸福駅の切符は「愛の国から幸せになる」を連想させるため、駅としての廃止後も販売されている。

## 験担ぎの例

### 日本
- 試験前に爪を切らない
- 朝起きたらすぐに張り差しをする
- 塩を盛る
- お茶を飲まない
- 試合で勝ち続けている間はユニフォームを洗わない（高校野球・夏の甲子園）

囲碁や将棋のプロ棋士の中には験担ぎを行う者もいるが、やらない者や止めた者もいる。

### 中国
2020年代から普通高等学校招生全国統一考試では母親が験担ぎのために日によって異なる色のチャイナドレスを着ることが流行し、受験シーズンには売り上げが増加する。また験担ぎの食事も人気となっている。

## 参考記事
- 験を担ぐ（げんをかつぐ） - 語源由来辞典
- 験担ぎ とは - コトバンク
- 本番に強い人は準備＆ゲン担ぎも周到 - ビジネススタイル - nikkei BPnet